# François Chénier
François Chénier est un acteur québécois né le 30 juin 1970 à Montréal.

## Biographie
Il fut en couple avec la comédienne Catherine Lachance entre 1994 et 2024 et ils ont deux enfants.

## Filmographie

### Télévision
- 1990 : Vidéo-Théâtre : Le Sous-sol des anges : Alain
- 1991-1992: D'amour et d'amitié : Marc Thibodeau
- 1991-1994: Watatatow : François Clément
- 1992 : Choisis ton monde : Alain
- 1993 : Grandes gueules : Le téteux
- 1994 : Ce soir on parle de sexe : Alex
- 1995 : Les Grands Procès : Frère Quirion
- 1994-1995 : À nous deux! : David
- 1994-1995 : Les Nouvelles Aventures des Intrépides : Joueur Marcotte
- 1995-2001 : Radio Enfer : Carl « Le Cat » Charest
- 1998-2001 : Caserne 24 : Olivier
- 1999-2008 : Histoires de filles : Jean-Philippe
- 2000-2004 : Fortier : Étienne Parent
- 2001-2004 : Réal-TV : François Chénier
- 2002-2009 : Annie et ses hommes : Christian
- 2003-2004 : Rumeurs II : Alex Granger
- 2005 : Détect.inc. : Steph, le pompier
- 2006 et 2008 : René Lévesque : Claude Charron
- 2007 : La Galère : Stéphane
- 2007 : Destinées : Normand Fiset
- 2007-2012 : Les Boys : curé
- 2006 : Ramdam : Ghislain Harvey
- 2009 : Tactik : journaliste
- 2009-2010 : Virginie : Éric Letarte
- 2011 : Malenfant : Alain Malenfant
- 2013 : 30 vies : Hugo Dufresne
- 2014 : Subito texto : Jean-Pierre Prud'homme
- 2015 : Mensonges : Manuel Chagnon
- 2016 : L'Imposteur : Robin Ducharme
- 2019 : District 31 : Maxime Blais
- 2022 : Le Bonheur : Daniel
- 2024 : Lakay nou : Steve

### Cinéma
- 1984 : Vas-y Stéphane : Ste-Marie
- 1986 : Oumar : le grand frère
- 1990 : On a marché sur la lune : Jules
- 1990 : Le Fabuleux Voyage de l'ange : Paul
- 1992 : Aline : Patrick
- 1994 : Embrasse-moi, c'est pour la vie : Denis Dupuis
- 2002 : Les Dangereux : Mario
- 2004 : Saints-Martyrs-des-Damnés : Flavien Juste
- 2005 : Le Survenant : Amable
- 2010 : À l'origine d'un cri : préposé pianiste
- 2024 : Mlle Bottine d'Yan Lanouette Turgeon : Régis

## Théâtre
- 1989 : Le Sous-sol des anges : Alain
- 1992 : Sainte-Jeanne : Page de Dunois
- 1993 : Si tu meurs, je te tue : Jean Savignac
- 1994 : Le cercle cassé : Armaud
- 1994 : Les bas-fonds : Aliochka
- 1994-1996 : Le Pays parallèle : François Latour
- 1997 : Simone avait des ailes : rôles multiples
- 2002-2004 : Ladies'Night : Normand
- 2007 : Vacances de fou : Francis (théâtres des cascades)
- 2008 : Les Aboyeurs
- 2010 : Visite Libre
- 2011 : Ladies Night
- 2022: Symphorien 2.0

## Internet
- 2012 : Pat le chef Saison 1 à ..

## Récompenses et nominations
Récompenses
- 2002 : MetroStar - « Artiste d'émission jeunesse » pour Radio Enfer

Nominations
- 1998 : MetroStar - « Artiste d'émission jeunesse » pour Radio Enfer
- 1992 : Gémeaux - « Premier rôle masculin dans une série ou émission dramatique »

## Formation
- Études en art dramatique, UQAM (1990-1991)
- Formation théâtrale (cours privés) avec Jean Dalmain (1991-1992)
- Stage d'improvisation avec Robert Gravel